# Ponyri (rejon fatieżski)
Ponyri (ros. Поныри) – chutor w zachodniej Rosji, w sielsowiecie bolszeżyrowskim rejonu fatieżskiego w obwodzie kurskim.

## Geografia
Miejscowość położona jest nad Nikowcem (prawy dopływ Rudy w dorzeczu Usoży), 11 km od centrum administracyjnego sielsowietu (Bolszoje Żyrowo), 16,5 km na południowy zachód od centrum administracyjnego rejonu (Fatież), 35 km na północny zachód od Kurska, 10 km od drogi magistralnej (federalnego znaczenia) M2 «Krym» (część trasy europejskiej E105).
W chutorze znajduje się 9 posesji.
Klimat
Miejscowość, jak i cały rejon, znajduje się w strefie klimatu kontynentalnego z łagodnym ciepłym latem i równomiernie rozłożonymi opadami rocznymi (Dfb w klasyfikacji klimatów Köppena).

## Demografia
W 2010 r. chutor zamieszkiwało 8 osób.